# (31986) 2000 HZ27
2000 إتش زد 27 (ويعرف أيضًا باسم (31986) 2000 إتش زد 27 وفق تسمية الكوكب الصغير) (بالإنجليزية: 2000 HZ27)‏ هو كويكب ضمن حزام الكويكبات؛ وترتيبه 31986 من حيث الاكتشاف.
اكتُشف هذا الجُرم الفلكي بواسطة بحث لنكولن عن الكويكبات القريبة من الأرض في 28 أبريل 2000.

## وصلات خارجية
- (31986) 2000 HZ27 في قاعدة بيانات مختبر الدفع النفاث لأجرام النظام الشمسي الصغيرة

- الاكتشاف · مخطط المدار ·  العناصر المدارية · المعلمات المادية

- (31986) 2000 HZ27 على موقع ويكي سكاي: DSS2, SDSS, GALEX, IRAS, Hydrogen α, X-Ray, Astrophoto, Sky Map, Articles and images